# 紀宝町立図書館
紀宝町立図書館（きほうちょうりつとしょかん）は、三重県南牟婁郡紀宝町神内277-2にある公立図書館。三重県最南端の図書館である。
2020年（令和2年）12月26日には紀宝町立鵜殿図書館が閉館。2021年（令和3年）4月2日に紀宝 はぐくみの森に紀宝町立図書館が開館した。県境付近に位置することから和歌山県新宮市から来館する者もいる。

## 特色
蔵書が充実しており、話題の新刊書が早く借りられるとして、和歌山県からも来館者を集めている。2021年（令和3年）時点の館長は岸葉子。岸は1992年（平成4年）の開館時点で唯一の専属職員かつ司書であった。
紀宝町立図書館では、三重県内外の図書館と交流して種々の取り組みを行っている。例えば館内の掲示や図書館利用者カードのイラスト、図書館のバッグは図書館職員の手作りである。また年賀状を集めて束にし、本を作る講座を開催したことがある。
地域の課題解決支援のため「医療・健康情報コーナー」を設置しており、国立がん研究センターがん対策情報センターの発行するパンフレットなどを置いている

## 歴史

### 初代館舎時代（1992-2020）
紀州製紙（現・北越コーポレーション）紀州工場から受けた寄付金を元手に、1992年（平成4年）7月に蔵書約32,000冊の鵜殿村立図書館として開館した。開館時の館長は鵜殿村の教育長が兼務しており、2人の臨時職員が午前と午後交代で勤務するという状態で、専任の職員は司書の岸葉子1人であった。岸は開館3か月前に採用されたばかりで、初出勤時に1万冊の購入図書の選定を任された。開館まもなく月1回の「おはなし会」を開始、1995年（平成7年）度には「映画会」も始めた。2000年（平成12年）4月にコンピュータによる蔵書検索システムを導入した。
2003年（平成15年）からは村の保健センターと協力してブックスタート事業を開始、4か月検診を受けた乳児に絵本を贈る活動を行っている。また翌2004年（平成16年）からは外部講師によるワークショップを開催し、受講者の多くが読み聞かせボランティアとして活躍している。三重県内外から来館者を集める一方で、紀宝町の財政事情などを理由に2008年（平成20年）4月1日から紀宝町民以外の利用者の貸出可能冊数を減らし、リクエストや予約を受け付けないようになった。
2011年（平成23年）度子どもの読書活動優秀実践図書館として文部科学大臣表彰を受けた。
2020年（令和2年）12月26日、移転準備のため閉館した。移転後の跡地利用は未定である。

### 2代目館舎時代（2021-）
紀宝町は神内保健センターにあった紀宝町役場健康づくり推進課が役場本庁舎に移転したことや、図書館が急坂の途中にあることなどを受け、1億6170万円をかけて神内保健センターを改修し、1階部分に図書館を移転することを決定した。2021年（令和3年）1月時点では建物の改修工事はほぼ完了し、図書館では蔵書整理が進められた。
2021年（令和3年）4月2日、図書館と子育て支援センターの複合施設である紀宝 はぐくみの森に紀宝町立図書館が開館した。

## 利用案内
2代目館舎時代（2021年時点）
- 貸出可能点数 - 10冊
- 貸出可能期間 - 2週間
- 開館時間 - 10時〜18時

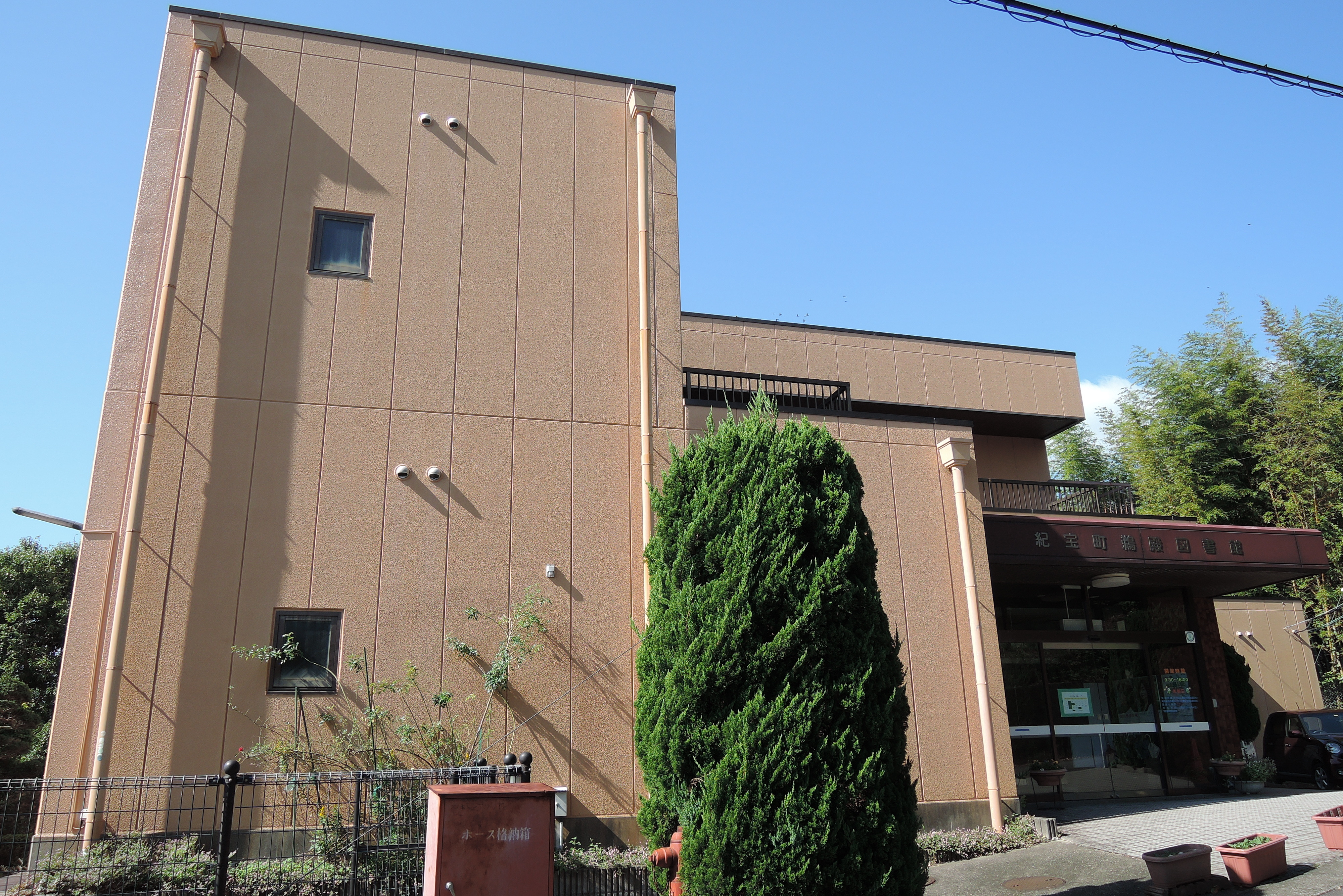
初代館舎（1992年-2020年）

- 休館日 - 月曜日、祝日（月曜日と重なる場合は翌日）、月最終木曜日、年末年始

初代館舎時代（2020年時点）
開館以来、貸出に際して住所要件はなく、鵜殿村立図書館時代には貸出登録者の半数が村外の利用者であった。
- 貸出制限 - 住所要件は特にない[3]。
- 貸出可能点数 - 10冊
- 貸出可能期間 - 2週間
- 開館時間 - 9時30分〜18時
- 休館日 - 月曜日、祝日（月曜日と重なる場合は翌日）、月最終木曜日、年末年始

## 周辺
初代館舎時代（1992年-2020年）
高台の上にあった。延床面積は560m2。JR紀勢本線鵜殿駅から徒歩約10分、三重交通バス堤谷バス停から徒歩約5分である。自動車で1時間かけて来館する者もいる。
- 紀宝町中央公園
- 紀宝町役場
- 紀宝町鵜殿運動場
- 紀宝町鵜殿体育館
- 紀宝町立鵜殿小学校